# Lago do Junco
Lago do Junco is een gemeente in de Braziliaanse deelstaat Maranhão. De gemeente telt 9.888 inwoners (schatting 2009).
Lago da Pedra,São Luís Gonzaga do Maranhão,Igarapé Grande,Lago dos Rodrigues,Poção de Pedras,Bom Lugar